# Gilby Engineering
Gilby Engineering – dawny brytyjski zespół i konstruktor wyścigowy założony przez Sida Greene'a, w latach 1954–1963 uczestnik Mistrzostw Świata Formuły 1.

## Historia
Właściciel warsztatu w Ongar, Sid Greene, na początku lat 50. wystawiał sportowe samochody Maserati dla różnych kierowców, w tym Roya Salvadoriego. W 1954 roku zakupił Maserati 250F, który wystawiał dla Salvadoriego w Formule 1. Salvadori w debiucie w nieoficjalnych zawodach Lavant Cup na torze Goodwood, a sześć tygodni później wygrał wyścig Curtis Trophy F1. W lipcu Greene wystawił swój zespół w Grand Prix Francji na torze Reims. Salvadori zakwalifikował się na dziesiątej pozycji, ale odpadł z wyścigu z powodu awarii. Następnie kierowca ten zajął trzecie miejsce w wyścigu w Rouen. Do Grand Prix Wielkiej Brytanii zakwalifikował się na piątym miejscu, ale wyścigu nie ukończył. W sierpniu, podczas zawodów Oulton Park Gold Cup, w samochodzie Salvadoriego zacięła się przepustnica i Brytyjczyk uderzył w drzewo. Nie odniósł on jednak poważnych obrażeń, a samochód został naprawiony. Salvadori ścigał się jeszcze jesienią.
Sezon 1955 Salvadori rozpoczął zwycięstwem w zawodach Glover Trophy w kwietniu, następnie był drugi w wyścigu International Trophy i wygrał po raz drugi Curtis Trophy. Grand Prix Wielkiej Brytanii Salvadori nie ukończył, a następny wyścig wygrał we wrześniu, odnosząc triumf w zawodach Daily Telegraph Trophy na torze Aintree. Na koniec sezonu Greene wystawił zespół do wyścigu na torze Pescara, którego jednak Salvadori nie ukończył.
Na początku sezonu 1956 Salvadori miał wypadek podczas zawodów International Trophy, ale nie był poważnie ranny. W czerwcu, na wyścig a Aintree, Tommy Atkins wypożyczył dla zespołu Connaughta, ale na Grand Prix Wielkiej Brytanii powrócono do Maserati. W wyścigu tym Salvadori jechał na drugim miejscu, ale jego samochód zepsuł się. Następnie wygrał Vanwall Trophy na torze Snetterton, a później uczestniczył między innymi w Grand Prix Niemiec (gdzie odpadł po dwóch okrążeniach) i Grand Prix Włoch. Pod koniec roku Salvadori odszedł do BRM i Gilby zatrudnił Jima Russella i następnie Ivora Bueba, którzy rywalizowali w wybranych wyścigach. W tym samym roku Greene jeden raz wynajął Coopera dla jego syna Keitha na wyścig Formuły 2 w Snetterton.
Maserati używane przez zespół było już wówczas przestarzałe, stąd Greene wystawiał dla syna Lotusa w Formule 2, jednakże bez większych sukcesów. Na sezon 1959 zakupił Coopera i Keith Greene spisywał się lepiej, kończąc wyścigi BARC 200 i Whitchurch na drugim miejscu.
W roku 1960 Greene wystawiał w Formule 1 Coopera-Maserati, jednakże głównie w brytyjskich wyścigach. W tym samym roku namówił Lena Terry'ego do zaprojektowania samochodu Formuły 1. Gilby 1961 był wyposażony w silnik Coventry Climax i zadebiutował na torze w Goodwood. Samochód nie był zbyt konkurencyjny, a wiosną w Grand Prix Napoli Greene poważnie go rozbił. Pojazd został naprawiony i latem Greene zajął szóste miejsce w Grand Prix Danii na Roskilderingu. Na koniec roku Greene był czwarty w zawodach Lewis-Evans Trophy na torze Brands Hatch.
Na początku sezonu 1962 Greene był czwarty w Grand Prix Brukseli, Lombank Trophy i Lavant Cup. Pod koniec roku samochód został sprzedany Ianowi Raby'emu, który zajął nim w 1963 roku trzecie miejsce na torze Vallelunga i w wyścigu Kanonloppet. Pod koniec roku Raby zrezygnował z Gilby'ego, zakupując Brabhama.

## Wyniki w Formule 1
| Legenda oznaczeń w tabelach wyników Wyświetl szablon na nowej stronie | Legenda oznaczeń w tabelach wyników Wyświetl szablon na nowej stronie                                                                     |
| Oznaczenie                                                            | Wyjaśnienie |
| --------------------------------------------------------------------- | --- |
| Złoty                                                                 | Zwycięzca lub mistrzostwo |
| Srebrny                                                               | 2. miejsce lub wicemistrzostwo |
| Brązowy                                                               | 3. miejsce lub II wicemistrzostwo |
| Zielony                                                               | Ukończył, punktował (w klasyfikacji generalnej, gdy zdobył co najmniej jeden punkt na przestrzeni sezonu, poza trzema powyższymi opcjami) |
| Niebieski                                                             | Ukończył, nie punktował (w klasyfikacji generalnej, gdy nie zdobył co najmniej jednego punktu na przestrzeni sezonu)                      |
| Czerwony                                                              | Nie zakwalifikował się (NZ) |
| Czerwony                                                              | Nie prekwalifikował się (NPK) |
| Różowy                                                                | Nie ukończył (NU) |
| Różowy                                                                | Niesklasyfikowany (NS) (w klasyfikacji generalnej, gdy nie został sklasyfikowany w żadnym wyścigu sezonu)                                 |
| Czarny                                                                | Zdyskwalifikowany (DK) |
| Czarny                                                                | Wykluczony (WYK/EX) |
| Biały                                                                 | Nie wystartował (NW) |
| Biały                                                                 | Kontuzjowany (K/INJ) |
| Biały                                                                 | Wyścig odwołany (OD/C) |
| Bez koloru                                                            | Został wycofany (WYC/WD) |
| Bez koloru                                                            | Nie przybył (NP/DNA) |
| Bez koloru                                                            | Nie brał udziału w treningach (NT/DNP) |
| Bez koloru                                                            | Nie został zgłoszony (–) |
| Pogrubienie                                                           | Start z pole position |
| Kursywa                                                               | Najszybsze okrążenie wyścigu |
| †                                                                     | Nie ukończył, ale jego rezultat został zaliczony ze względu na przejechanie więcej niż 90% dystansu wyścigu.                              |
| *                                                                     | Sezon w trakcie |
| 1/2/3                                                                 | Punktowana pozycja w sprincie kwalifikacyjnym                                                                                             |
| Lista systemów punktacji Formuły 1                                    | |

### Jako zespół
| Sezon | Zespół            | Samochód      | Silnik   | Kierowcy      | Wyniki w poszczególnych eliminacjach | Wyniki w poszczególnych eliminacjach | Wyniki w poszczególnych eliminacjach | Wyniki w poszczególnych eliminacjach | Wyniki w poszczególnych eliminacjach | Wyniki w poszczególnych eliminacjach | Wyniki w poszczególnych eliminacjach | Wyniki w poszczególnych eliminacjach | Wyniki w poszczególnych eliminacjach | Wyniki w poszczególnych eliminacjach | Wyniki kierowców | Wyniki kierowców | Wyniki konstruktora | Wyniki konstruktora |
| 1954  |                   |               |          |               | Argentyna                            | Stany Zjednoczone                    | Belgia                               | Francja                              | Wielka Brytania                      | Niemcy                               | Szwajcaria                           | Włochy                               |                                      |                                      | Pkt.             | Msc.             | Pkt.                | Msc.                |
| ----- | ----------------- | ------------- | -------- | ------------- | ------------------------------------ | ------------------------------------ | ------------------------------------ | ------------------------------------ | ------------------------------------ | ------------------------------------ | ------------------------------------ | ------------------------------------ | ------------------------------------ | ------------------------------------ | ---------------- | ---------------- | ------------------- | ------------------- |
| 1954  | Gilby Engineering | Maserati 250F | Maserati | Roy Salvadori | -                                    | -                                    | -                                    | NU                                   | NU                                   | -                                    | -                                    | -                                    | -                                    |                                      | 0                | NS               | –                   | –                   |
| 1955  |                   |               |          |               | Argentyna                            | Monako                               | Stany Zjednoczone                    | Belgia                               | Holandia                             | Wielka Brytania                      | Włochy                               |                                      |                                      |                                      | Pkt.             | Msc.             | Pkt.                | Msc.                |
| 1955  | Gilby Engineering | Maserati 250F | Maserati | Roy Salvadori | -                                    | -                                    | -                                    | -                                    | -                                    | NU                                   | -                                    |                                      |                                      |                                      | 0                | NS               | –                   | –                   |
| 1956  |                   |               |          |               | Argentyna                            | Monako                               | Stany Zjednoczone                    | Belgia                               | Francja                              | Wielka Brytania                      | Niemcy                               | Włochy                               |                                      |                                      | Pkt.             | Msc.             | Pkt.                | Msc.                |
| 1956  | Gilby Engineering | Maserati 250F | Maserati | Roy Salvadori | -                                    | -                                    | -                                    | -                                    | -                                    | NU                                   | NU                                   | 11                                   |                                      |                                      | 0                | 41               | –                   | –                   |
| 1957  |                   |               |          |               | Argentyna                            | Monako                               | Stany Zjednoczone                    | Francja                              | Wielka Brytania                      | Niemcy                               | Włochy                               | Włochy                               |                                      |                                      | Pkt.             | Msc.             | Pkt.                | Msc.                |
| 1957  | Gilby Engineering | Maserati 250F | Maserati | Ivor Bueb     | -                                    | -                                    | -                                    | -                                    | NS                                   | -                                    | -                                    | -                                    |                                      |                                      | 0                | 30               | –                   | –                   |
| 1959  |                   |               |          |               | Monako                               | Stany Zjednoczone                    | Holandia                             | Francja                              | Wielka Brytania                      | Niemcy                               | Portugalia                           | Włochy                               | Stany Zjednoczone                    |                                      | Pkt.             | Msc.             | Pkt.                | Msc.                |
| 1959  | Gilby Engineering | Cooper T43    | Climax   | Keith Greene  | -                                    | -                                    | -                                    | -                                    | NZ                                   | -                                    | -                                    | -                                    | -                                    |                                      | 0                | NS               | 0 (40)              | 1                   |
| 1960  |                   |               |          |               | Argentyna                            | Monako                               | Stany Zjednoczone                    | Holandia                             | Belgia                               | Francja                              | Wielka Brytania                      | Portugalia                           | Włochy                               | Stany Zjednoczone                    | Pkt.             | Msc.             | Pkt.                | Msc.                |
| 1960  | Gilby Engineering | Cooper T45    | Maserati | Keith Greene  | -                                    | -                                    | -                                    | -                                    | -                                    | -                                    | NU                                   | -                                    | -                                    | -                                    | 0                | NS               | 0 (3)               | 5                   |

### Jako konstruktor
| Sezon | Zespół            | Samochód   | Silnik | Kierowcy     | Wyniki w poszczególnych eliminacjach | Wyniki w poszczególnych eliminacjach | Wyniki w poszczególnych eliminacjach | Wyniki w poszczególnych eliminacjach | Wyniki w poszczególnych eliminacjach | Wyniki w poszczególnych eliminacjach | Wyniki w poszczególnych eliminacjach | Wyniki w poszczególnych eliminacjach | Wyniki w poszczególnych eliminacjach | Wyniki w poszczególnych eliminacjach | Wyniki kierowców | Wyniki kierowców | Wyniki konstruktora | Wyniki konstruktora |
| 1961  |                   |            |        |              | Monako                               | Holandia                             | Belgia                               | Francja                              | Wielka Brytania                      | Niemcy                               | Włochy                               | Stany Zjednoczone                    |                                      |                                      | Pkt.             | Msc.             | Pkt.                | Msc.                |
| ----- | ----------------- | ---------- | ------ | ------------ | ------------------------------------ | ------------------------------------ | ------------------------------------ | ------------------------------------ | ------------------------------------ | ------------------------------------ | ------------------------------------ | ------------------------------------ | ------------------------------------ | ------------------------------------ | ---------------- | ---------------- | ------------------- | ------------------- |
| 1961  | Gilby Engineering | Gilby 1961 | Climax | Keith Greene | -                                    | -                                    | -                                    | -                                    | 15                                   | -                                    | -                                    | -                                    |                                      |                                      | 0                | 34               | 0                   | 7                   |
| 1962  |                   |            |        |              | Holandia                             | Monako                               | Belgia                               | Francja                              | Wielka Brytania                      | Niemcy                               | Włochy                               | Stany Zjednoczone                    |                                      |                                      | Pkt.             | Msc.             | Pkt.                | Msc.                |
| 1962  | Gilby Engineering | Gilby 1962 | BRM    | Keith Greene | -                                    | -                                    | -                                    | -                                    | -                                    | NU                                   | NZ                                   | -                                    | -                                    |                                      | 0                | NS               | 0                   | NS                  |
| 1963  |                   |            |        |              | Monako                               | Belgia                               | Holandia                             | Francja                              | Wielka Brytania                      | Niemcy                               | Włochy                               | Stany Zjednoczone                    | Meksyk                               |                                      | Pkt.             | Msc.             | Pkt.                | Msc.                |
| 1963  | Ian Raby Racing   | Gilby 1962 | BRM    | Ian Raby     | -                                    | -                                    | -                                    | -                                    | NU                                   | NZ                                   | NZ                                   | -                                    | -                                    | -                                    | 0                | NS               | 0                   | NS                  |